# Hendrik Koekoek

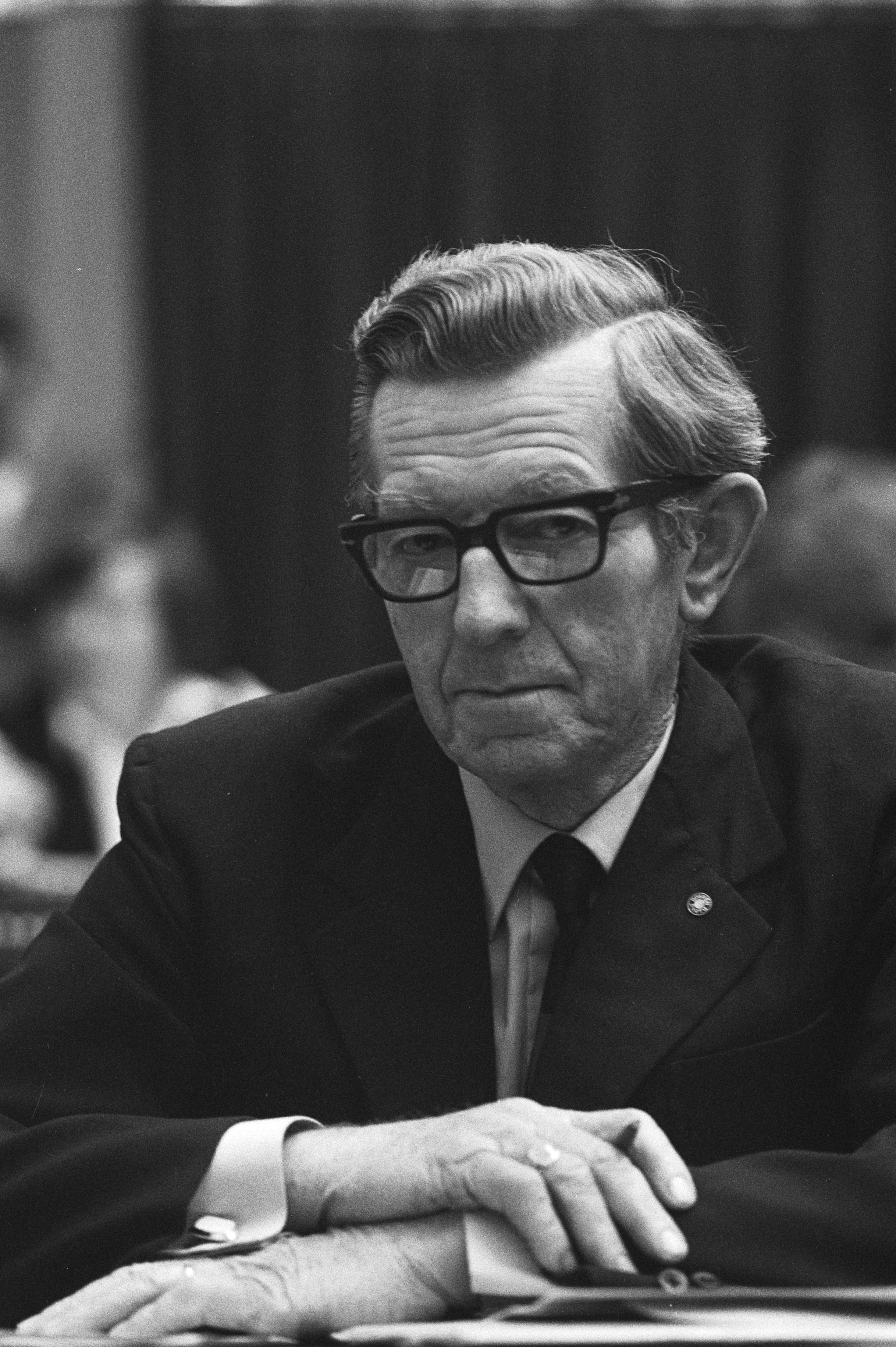
Hendrik Koekoek in der Zweiten Kammer 1980

Hendrik Koekoek (* 22. Mai 1912 in Hollandscheveld; † 8. Februar 1987 in Bennekom) war ein niederländischer Landwirt und Politiker. Für die von ihm mitgegründete rechtsgerichtete Protestpartei Boerenpartij saß boer Koekoek (Bauer Kuckuck) von 1963 bis 1981 in der Zweiten Kammer des niederländischen Parlaments.
Koekoek gehörte ursprünglich der christlich-konservativen Christelijk-Historische Unie (CHU) an und war bei den Wahlen 1956 (erfolgloser) Spitzenkandidat der Nederlandse Oppositie Unie. Mit der Boerenpartij gelangte er 1963 in die Kammer, wobei 1967 der Höhepunkt mit sieben Abgeordneten erreicht wurde. Die übrigen Parlamentsparteien waren der Boerenpartij gegenüber sehr abweisend. Zuletzt war die Partei mit nur einem Abgeordneten, Koekoek, vertreten. Bei seinem Tod 1987 wurde des ehemaligen Parlamentsmitglieds Koekoek nicht in der Kammer erinnert. Koekoek saß einige Zeit auch in den Provinciale Staten von Gelderland und im Gemeinderat von Ede.

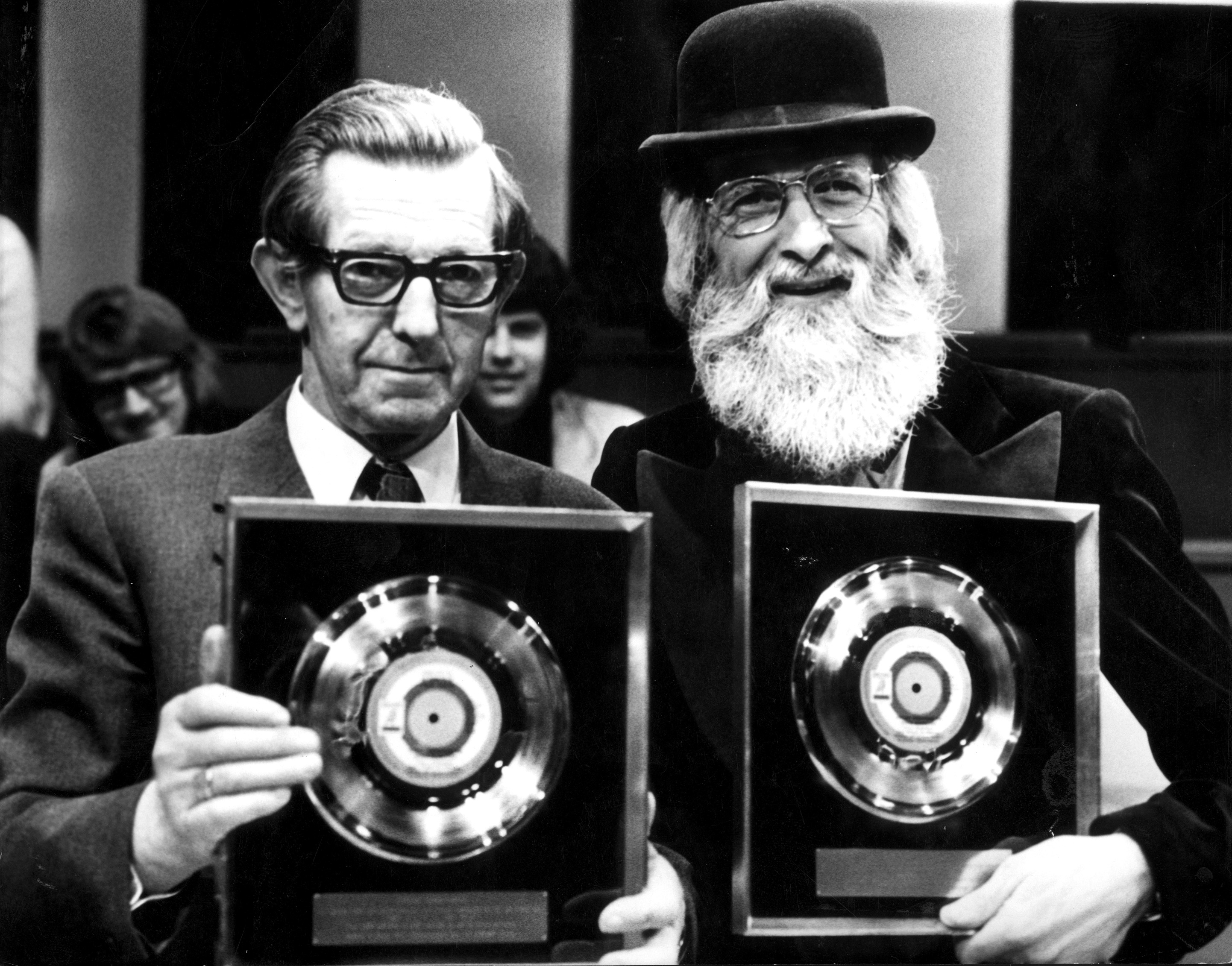
Koekoek und Vader Abraham mit der gemeinsamen Goldenen Platte 1974

Im Zuge der Ölkrise nahm Koekoek mit Vader Abraham ein Spottlied auf, gesungen auf die Melodie eines alten Volksliedes, Den Uyl is in den olie, mit einem Refrain, dem zufolge der sozialdemokratische Ministerpräsident Joop den Uyl betrunken sei und „eins auf den Deckel bekommt“, kam im Februar 1974 auf den ersten Platz der niederländischen Hitparade. Das Karnevalslied machte Koekoek, der einen Teil des Refrains sang, mit 61 Jahren zum ältesten Hitparadenstürmer des Landes.
Seit 1942 war Koekoek mit Theodora Geertruida van Zetten verheiratet. Sein Schwager Jan de Groote war für die Boerenpartij Abgeordneter in der Ersten Kammer.